# Gastibelza (L'Homme à la carabine)
Pistes de Les Sabots d'Hélène
La Prière
Gastibelza (L'Homme à la carabine) est une chanson de Georges Brassens, sortie en 1954. Il s'agit d'une adaptation musicale d'un poème de Victor Hugo dénommé Guitare.

## Historique et caractéristiques
Le texte de cette chanson est la reprise partielle d'un poème de Victor Hugo (1802-1885), dénommé Guitare (à l'exception de quatre strophes et d'un arrangement sur la dernière strophe), lequel a été inspiré au poète à la suite de son séjour en Guipuzcoa, dans le Pays Basque espagnol. Le modèle de Gastibelza a été le militaire espagnol José Miguel Sagastibelza (es), natif de la Navarre. Le nom d'origine vient du basque et signifie « verger à la terre noire ».

## Édition
La chanson est en cinquième position du troisième 33 tours 25 cm du chanteur Georges Brassens, sorti en 1954 sous le titre Les Sabots d'Hélène.

## Analyse

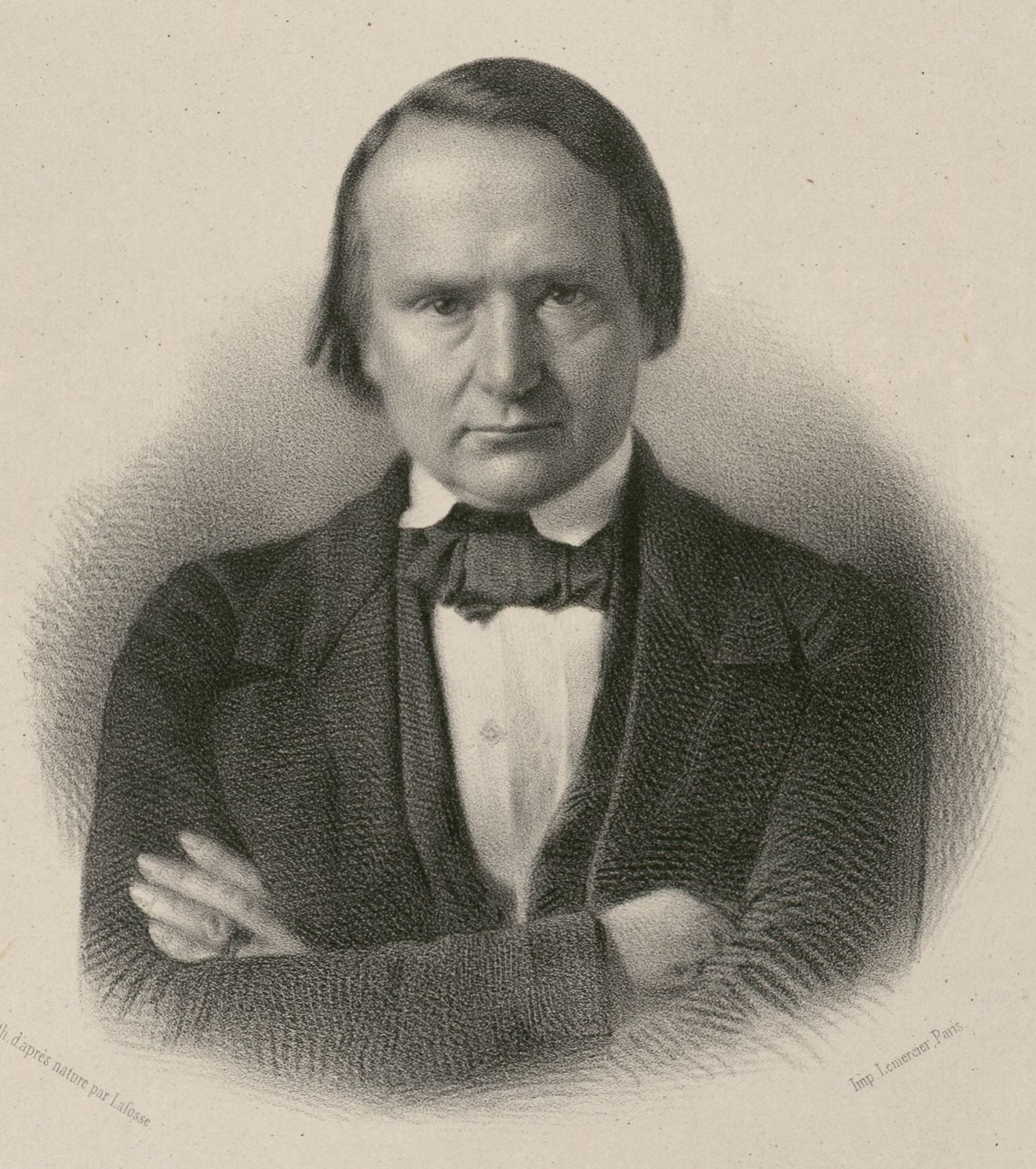
Victor Hugo

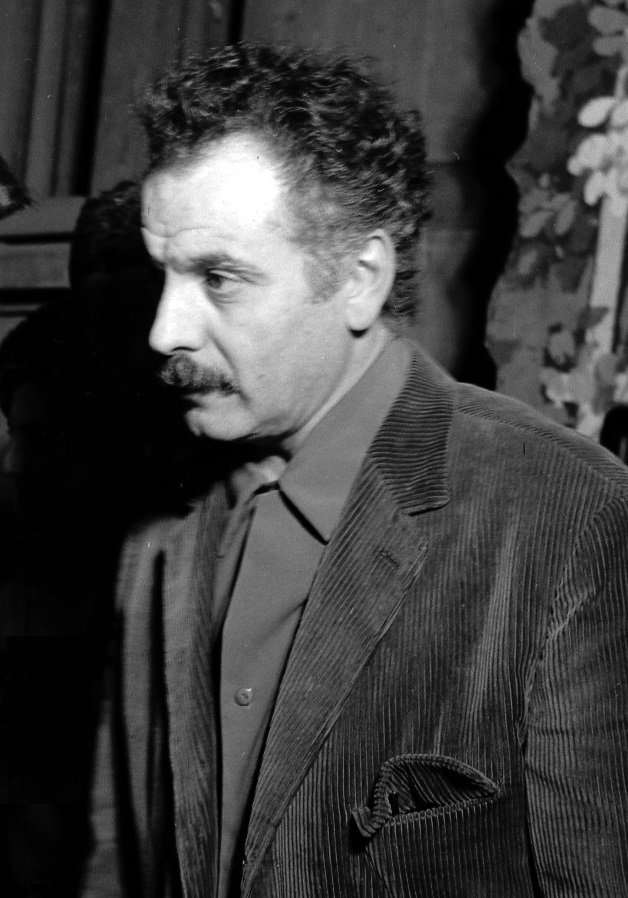
G. Brassens

Le poème, comme la chanson, débute par la présentation du personnage du titre avec, comme dernière phrase, un distique répété à la fin de chaque strophe durant toute la composition :
« Gastibelza, l’homme à la carabine,

Chantait ainsi :

« Quelqu’un a-t-il connu doña Sabine ?

Quelqu’un d’ici ?

Dansez, chantez, villageois ! la nuit gagne

Le mont Falù.

— Le vent qui vient à travers la montagne

Me rendra fou ! ».
Il est tiré de Guitare, poème en onze strophes, pièce XXII du recueil Les rayons et les ombres paru en 1837. Le titre, inspiré du nom du principal personnage du poème, pourrait être composé à partir de deux mots basques, gazte qui signifie « jeune homme » et belz qui signifie « noir ».
Georges Brassens qui s'est appuyé sur des exemples précédents (car il n'est pas le premier à mettre ces vers en musique) a retenu sept strophes du poème et il enchaîne les six premiers vers de la neuvième strophe avec la variante finale du refrain.
Le « Mont Falu » pourrait évoquer une montagne en Corse, le Capu Falu, près du Capu Larghia. La « Tour Magne » évoque le monument historique de Nîmes et Antequara une ville d'Andalousie en Espagne. Le « Comte de Saldagne (es) » évoquerait le duc de l'Infantado, qui portait ce titre,.
Le vent qui « rend fou » pourrait être lié au vent d'autan souvent qualifié sous cette appellation, mais le récit évoque un vent provenant de la montagne qui pourrait se rapporter à la tramontane  et à l'effet de foehn typiquement lié au relief de haute montagne et réputé rendre fous hommes et bêtes .

## Reprise et postérité
Bien avant Georges Brassens, le texte de ce poème a été mis en musique par le compositeur d'opéras comiques Hippolyte Monpou (1804-1841), ami de Victor Hugo, mais aussi d'autres écrivains de l'époque. Monpou le publie sous forme de feuille volante et sous le titre Gastibelza, le Fou de Tolède, dès 1837.
Le compositeur hongrois Franz Liszt a mis en musique le poème de Victor Hugo et dénommé Gastibelza « Boléro », S286.
Durant le Second Empire les vers de Victor Hugo sont très célèbres et le compositeur Jacques Offenbach met en place une parodie de ce poème dans sa bouffonnerie musicale Les Deux Pêcheurs, écrite en 1856 et dont le refrain (paroles de Charles Dupeuty et Ernest Bourget) proclame:
« Le vin qui mousse à travers la Champagne

me rendra fou. »